# Cheminot
Cheminot – miejscowość i gmina we Francji, w regionie Grand Est, w departamencie Mozela.
Według danych na rok 1990 gminę zamieszkiwało 507 osób, a gęstość zaludnienia wynosiła 44 osób/km² (wśród 2335 gmin Lotaryngii Cheminot plasuje się na 589. miejscu pod względem liczby ludności, natomiast pod względem powierzchni na miejscu 500.).